# Fernando Ortiz (calciatore)
Fernando Ortiz (Corral de Bustos, 25 dicembre 1977) è un allenatore di calcio ed ex calciatore argentino, di ruolo difensore, tecnico del Santos Laguna.

## Statistiche

### Statistiche da allenatore

#### Club
In grassetto le competizioni vinte.
| Stagione              | Squadra               | Campionato            | Campionato | Campionato | Campionato | Campionato | Coppe nazionali | Coppe nazionali | Coppe nazionali | Coppe nazionali | Coppe nazionali | Coppe continentali | Coppe continentali | Coppe continentali | Coppe continentali | Coppe continentali | Altre coppe | Altre coppe | Altre coppe | Altre coppe | Altre coppe | Totale | Totale | Totale | Totale | % Vittorie | Piazzamento |
| Stagione              | Squadra               | Comp                  | G          | V          | N          | P          | Comp            | G               | V               | N               | P               | Comp               | G                  | V                  | N                  | P                  | Comp        | G           | V           | N           | P           | G      | V      | N      | P      | %          | Piazzamento |
| --------------------- | --------------------- | --------------------- | ---------- | ---------- | ---------- | ---------- | --------------- | --------------- | --------------- | --------------- | --------------- | ------------------ | ------------------ | ------------------ | ------------------ | ------------------ | ----------- | ----------- | ----------- | ----------- | ----------- | ------ | ------ | ------ | ------ | ---------- | ----------- |
| apr.-lug. 2017        | Sol de América        | DP                    | 2          | 0          | 0          | 2          | -               | -               | -               | -               | -               | CL                 | 4                  | 2                  | 0                  | 2                  | -           | -           | -           | -           | -           | 6      | 2      | 0      | 4      | 33,33      | Eson        |
| apr.-mag. 2018        | Sp. Luqueño           | DP                    | 9          | 2          | 1          | 6          | CP              | 0               | 0               | 0               | 0               | -                  | -                  | -                  | -                  | -                  | -           | -           | -           | -           | -           | 9      | 2      | 1      | 6      | 22,22      | Sub, Eson   |
| giu.-ago. 2018        | Sol de América        | DP                    | 8          | 2          | 3          | 3          | -               | -               | -               | -               | -               | CS                 | 2                  | 0                  | 1                  | 1                  | -           | -           | -           | -           | -           | 10     | 2      | 4      | 4      | 20,00      | Sub, Eson   |
| Totale Sol de America | Totale Sol de America | Totale Sol de America | 10         | 2          | 3          | 5          |                 | 0               | 0               | 0               | 0               |                    | 6                  | 2                  | 1                  | 3                  |             | -           | -           | -           | -           | 16     | 4      | 4      | 8      | 25,00      |             |
| mar.-set. 2022        | América               | PD                    | 9+4        | 6+1        | 2+2        | 1+1        | -               | -               | -               | -               | -               | -                  | -                  | -                  | -                  | -                  | LC          | 2           | 0           | 2           | 0           | 15     | 7      | 6      | 2      | 46,67      | Sub, 4°     |
| 2022-2023             | América               | PD                    | 34+8       | 21+4       | 9+1        | 4+3        | -               | -               | -               | -               | -               | -                  | -                  | -                  | -                  | -                  | -           | -           | -           | -           | -           | 42     | 25     | 10     | 7      | 59,52      | 1°, 2°      |
| Totale Club America   | Totale Club America   | Totale Club America   | 43+12      | 27+5       | 11+3       | 5+4        |                 | -               | -               | -               | -               |                    | -                  | -                  | -                  | -                  |             | 2           | 0           | 2           | 0           | 57     | 32     | 16     | 9      | 56,14      |             |
| 2023-2024             | Monterrey             | PD                    | 30+2       | 18         | 7+1        | 5+1        | -               | -               | -               | -               | -               | CCL                | 5                  | 5                  | 0                  | 0                  | LC+LC       | 7+0         | 5+0         | 0+0         | 2+0         | 44     | 28     | 8      | 8      | 63,64      | 2°          |
| Totale carriera       | Totale carriera       | Totale carriera       | 106        | 54         | 26         | 26         |                 | 0               | 0               | 0               | 0               |                    | 11                 | 7                  | 1                  | 3                  |             | 9           | 5           | 2           | 2           | 126    | 66     | 29     | 31     | 52,38      |             |

## Palmarès

### Giocatore

#### Competizioni nazionali
- Campionato argentino: 1

Boca Juniors: Apertura 1998
Estudiantes (LP): Apertura 2006
Vélez Sarsfield: Clausura 2011
- Campionato messicano: 1

Santos Laguna: Clausura 2008